# Больтиген
Больтиген (нем. Boltigen) — коммуна в Швейцарии, в кантоне Берн.
Входит в состав округа Оберзимменталь. Население составляет 1419 человек (на 31 декабря 2006 года). Официальный код — 0791.